# Prosena dispar
Prosena dispar là một loài ruồi trong họ Tachinidae.